# Gjedser Jernbane

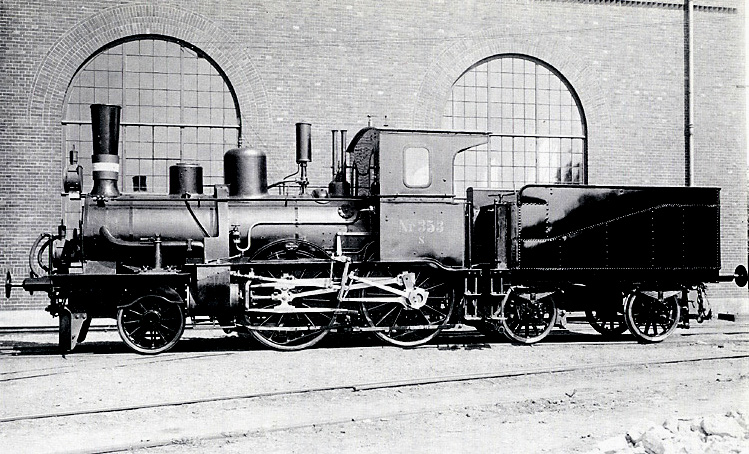
Schlepptenderlokomotive der Baureihe GJ 9–14 der Gjedser Jernbane für den Betrieb auf der 1886 eröffneten Bahnstrecke Nykøbing–Gedser

A/S Gjedser Jernbane war eine private dänische Eisenbahngesellschaft, die von 1884 bis 1960 bestand. Sie errichtete die Bahnstrecke von Nykøbing F. nach Gedser.

## Geschichte
1883 wandte sich die dänische Regierung an den Bankier und Industriellen Carl Frederik Tietgen und schlug ihm vor, dass er für den Bau und Betrieb der Gjedser Jernbane und des Hafens in Gedser eine Konzession beantragen solle. Det Lolland-Falsterske Jernbaneselskab würde die Strecke anschließend für eine jährliche Pacht von 120.000 Kronen anmieten.
Auf dieser Grundlage bekam Tietgen am 29. Mai 1884 die Konzession für 80 Jahre und gründete die A/S Gjedser Jernbane. In der Konzession wurde bestimmt, dass Bahnstrecke und Hafen am 1. Juli 1886 fertiggestellt sein müssen.

## Bahnbau
Die Privatbahnstrecke zwischen Nykøbing F. und Gedser wurde 1885/1886 gebaut. Sie hatte den gleichen Ausgangsbahnhof wie die 1872 eröffnete Strecke Nykøbing–Orehoved. Die Einweihung der etwa 23 Kilometer langen Strecke erfolgte zum vereinbarten Termin am 1. Juli 1886. Ursprünglich lagen an der Strecke nur die beiden Bahnhöfe Væggerløse (6 km von Nykøbing) und Fiskebæk (15 km von Nykøbing). Für den Betrieb der Strecke beschaffte die Gesellschaft die sechs eigenen Schlepptenderlokomotiven GJ 9–14, die Betriebsführung übernahm Det Lolland-Falsterske Jernbaneselskab (LFJ).
1888 wurde ein Haltepunkt 17 Kilometer von Nykøbing errichtet, von dem ein privater Gleisanschluss der Interessentskabet Gedesby Læssespor zur Verladung von Zuckerrüben zur Zuckerfabrik in Nykøbing gebaut wurde. Der Haltepunkt erhielt den Namen Gedesby. 11 Kilometer von Nykøbing aus wurde 1887 die Haltestelle Marrebæk eingerichtet. Ein Abstell- und Ladegleis wurde hier erst 1929 gebaut.
Seit 1886 bestand von Gedser aus eine Fährverbindung nach Rostock, aus der 1903 die Eisenbahnfährverbindung nach Warnemünde entstand.

## Übernahme der Pachtverträge
1890 besaß LFJ nicht die notwendigen Mittel, um einen notwendigen Umbau der Eisenbahnbrücke über den Guldborgsund an der Bahn nach Nakskov zu bezahlen. Die Lösung bestand darin, dass der Staat diesen Umbau bezahlte und dafür den Pachtvertrag für deren beiden Strecken auf Falster, Orehoved–Nykøbing und Gedserbanen, erhielt. 1893 übernahm der Staat beide Strecken mit den zugehörigen Fahrzeugen.

## Übernahme durch Danske Statsbaner
Im Rahmen des Ausbaus der internationalen Fährverbindung wurde die Strecke ab dem 1. Januar 1893 von Danske Statsbaner (DSB) angemietet. Dies erlaubte DSB die Kontrolle über die durchgehende Verbindung nach Deutschland. A/S Gjedser Jernbane bestand als unabhängige Eisenbahngesellschaft bis 1960. Dann wurde das Unternehmen vollständig an DSB übertragen, was jedoch keine praktische Bedeutung hatte.